# Kepler-34
Kepler-34 là một hệ sao đôi  thuộc Chòm sao Thiên Nga . Độ kiển biểu kiến là 14.0, nó quá mờ để nhìn thấy bằng mắt thường. Cả hai ngôi sao đểu có kích thước lớn hơn Mặt Trời gấp 1 lần và đều có ngôi sao loại G.

### Hệ hành tinh
| Thiên thể đồng hành (thứ tự từ ngôi sao ra) | Khối lượng | Bán trục lớn (AU) | Chu kỳ quỹ đạo (ngày) | Độ lệch tâm | Độ nghiêng | Bán kính |
| ------------------------------------------- | ---------- | ----------------- | --------------------- | ----------- | ---------- | -------- |
| b                                           | 0.220 MJ   | 1.0896            | 288.822               | 0.182       | 90.355°    | 0.764 RJ |